# Vangueria infausta
Vangueria infausta, el níspero africano (African Medlar) es una especie de planta en la familia Rubiaceae. 

## Descripción
Tiene las hojas generalmente pequeñas y, a menudo, no se desarrollan completamente en el momento de la floración. Las inflorescencias densamente ramificadas. El fruto con un tamaño de 3,5 cm de diámetro.

## Distribución y hábitat
Este arbusto o árbol pequeño crece en abundancia en bosques, malezas, valles, cerros islas rocosos, o dunas arenosas en la mayor parte de Sudáfrica. 

## Usos
El níspero africano es un alimento tradicional en África, pero este fruto es poco conocido y tiene potencial de mejorar la nutrición, estimular la seguridad alimentaria, fomentar el desarrollo rural y apoyar el sustentable cuidado de la tierra. Las ramitas son propensas a ser habitadas por insectos cercopoideos.

## Taxonomía
Vangueria infausta fue descrita por William John Burchell y publicado en Travels in the interior of South Africa 2: 258, f. p. 259, en el año 1824.
Variedades aceptadas
- Vangueria infausta var. campanulata (Robyns) Verdc.
- Vangueria infausta subsp. infausta
- Vangueria infausta subsp. rotundata (Robyns) Verdc.

Sinonimia
- Canthium infaustum (Burch.) Baill.[4]

var. campanulata (Robyns) Verdc.
- Vangueria campanulata Robyns

subsp. infausta
- Vangueria barnimiana Schweinf.
- Vangueria infausta var. virescens Sond.
- Vangueria munjiro S.Moore
- Vangueria tomentosa Hochst.
- Vangueria velutina Hook.

subsp. rotundata (Robyns) Verdc.
- Vangueria rotundata Robyns